# Ptilodexia cingulipes
Ptilodexia cingulipes är en tvåvingeart som beskrevs av Blanchard 1966. Ptilodexia cingulipes ingår i släktet Ptilodexia och familjen parasitflugor. Inga underarter finns listade i Catalogue of Life.